# Hans Hallen
Hans Hallen (Durban, 1930 - Sídney, 2022) fue un arquitecto sudafricano de ascendencia noruega. En 1953 se graduó en la Universidad de Natal (hoy en día Universidad de KwaZulu-Natal, UKZN). Siendo estudiante trabajó para estudios locales en Durban: Frolich and Kass entre 1948 - 1950 y A.B. Adkin entre 1950-1953. En 1959 abrió su propio estudio asociándose con otros colegas en diferentes periodos de su carrera profesional, tales como O. Pretorius en 1959, A.J. Diamond entre 1959-62, M. Dibb entre 1963-69, J.D. Theron desde 1969 y M.J. Speed desde 1970. Autor de numerosos escritos teóricos, ejerció una interesante labor docente en la Universidad de Natal entre 1966-78. 
Participó activamente en órganos profesionales, tanto nacionales como internacionales. Así, fue miembro del Comité Provincial de Natal (Natal Provincial Committee) entre 1964-77, de la Junta Nacional (National Board) entre 1968-77 de la que fue presidente en 1974, Instituto de Arquitectos Sudafricanos (Institute of South African Architects) entre 1970-78, miembro del Consejo de Arquitectos (Council for Architects) y presidente del Comité de Honorarios en 1976. A nivel internacional fue miembro de la Unión Internacional de Arquitectos (UIA) desde 1975. Fue Delegado del Instituto de Arquitectos Sudafricanos en el Congreso Internacional “Habitat” organizado por las Naciones Unidas en Vancouver en 1976. En 1985 fue nombrado doctor honoris causa por la Universidad de Buenos Aires, Argentina.

## Trayectoria Profesional
Hallen desarrolla su actividad profesional principalmente en la provincia de KwaZulu-Natal. En un primer periodo Hallen experimenta con formas geométricas en proyectos de viviendas unifamiliares, intentando huir de la típica disposición de tres dormitorios tan popular en Durban, buscando tanto en la planta como en las secciones, nuevas soluciones que diera una mejor respuesta en cuanto a orientación y ventilación al clima subtropical, en el que las relaciones interior-exterior son tan estrechas. Además, la accidentada orografía de Durban hacía de la adaptación de las edificaciones a las escarpadas pendientes un factor importante a tener en cuenta.
A principios de los años sesenta desarrolla algunos de las primeras propuestas de alta densidad en edificaciones residenciales de poca altura, con muros de carga laterales, tanto en hormigón como en ladrillo, orientando las habitaciones a patios privados y semiprivados. Ejemplos de esto son los edificios de apartamentos Stellenberg, Drosdy y Musgrave Mews.
En los primeros proyectos de templos tales como la Iglesia de Saint Olav, el Convento de Saint John y la Mezquita de Reservoir Hill, basa el diseño en torno un espacio central con un marcado carácter geométrico, alrededor del cual se desarrolla una nueva forma de entender la liturgia enfatizando el sentido de comunidad. 
Los edificios de mayor escala a mediados de los años 60, tales como la Residencia de Estudiantes de la Universidad de Natal, centran su organización en el movimiento peatonal a través de los edificios, mostrando un especial interés en la conexión de las distintas plantas, lo que se hace patente en el sistema de rampas y escaleras.
En la mayor parte del trabajo a partir de la década de los 70 se aprecia un interés por las estructuras estéreas en cubierta, donde se han resuelto numerosas propuestas y soluciones con chapa metálica, con el objeto de desarrollar nuevas formas que proporcionan grandes áreas de sombra y volúmenes simples en el interior.
Su primer contacto con la arquitectura más allá del ámbito local se produce en una visita al Cabo de Buena Esperanza, en el que resultó impresionado por la humanidad y sencillez del estilo tradicional de sus edificaciones y por la expresividad de los materiales rurales. Estas incursiones culturales se canalizaron a su regreso a Durban en una serie de edificios en los que explora el potencial de superficies modulares blancas insertadas en el contexto tropical local. A este periodo “blando” seguirá una intensa investigación en el uso de hormigón in situ.
Influenciado por Alvar Aalto, su trabajo se ha conectado estrechamente con el lugar, el paisaje y un manera de "posar" lo construido, con un trato sutil en los cambios de nivel.

## Actividad Teórica
Profesor de la Universidad de Natal entre los años 1965-78, Hans Hallen es autor de una extensa obra teórica y de divulgación. Con numerosos escritos sobre tipologías y planeamiento urbano.
- Hallen, Hans (1977). Introduction to housing people. Durban: Needs and Resources Survey

Artículos en publicaciones especializadas:
- Hallen, Hans (1965). Quality of place. Johannesburgo: ISAA Record
- Hallen, Hans (1965). Voortrekker Monument. Johannesburgo: ISAA Record
- Hallen, Hans (1966). Greek Islands – Cycladic Architecture. Johannesburgo: ISAA Record
- Hallen, Hans (1970). University and Profession. Johannesburgo: Plan
- Hallen, Hans (1970). Beggar, borrowers and fat colonials. Johannesburgo: New Check
- Hallen, Hans (1973). Hindu Temples. Johannesburg: Plan
- Hallen, Hans (1973). Indian Temples and Mosques. Johannesburgo: Plan
- Hallen, Hans (1973). Towards the city university. Durban: Concept Five
- Hallen, Hans (1975). Architecture and the world around us. Johannesburgo: South African Builders
- Hallen, Hans (1976). The quality of life and urban development. Johannesburgo: Optima
- Hallen, Hans (1977). Huletts Group office new headquarters at La Lucia, Durban. Johannesburgo: Planning and building development
- Hallen, Hans (1979). Mexican mornig – UIA COnference. Ciudad del Cabo: Architecture SA
- Hallen, Hans (1980). Mangosuthu Technikon. Johannesburgo: Planning and building development
- Hallen, Hans (1971). My friends want to leave Poland. This is why…. Johannesburgo: Sunday Times
- Hallen, Hans (1981). George Rhodes-Harrison 1925-1981. Ciudad del Cabo: Architecture SA
- Hallen, Hans (1981). We’ve struck a Faustian bargain… and we can’t go back (a look at the problem of urbanization). Johannesburgo: Sunday Times
- Hallen, Hans (1982). Durban 3 Cultures. Johannesburgo: Sunday Times
- Hallen, Hans (1983). Durban, Peri-Urban Housing. Ciudad del Cabo: Architecture SA
- Hallen, Hans (1983). Mangosuthu Technikon, Umlazi. Ciudad del Cabo: Architecture SA
- Hallen, Hans (1983). Stern lessons from graves (on the graves at Punto Arenas). Durban: Natal Provincial Institute of Architects Newsletter
- Hallen, Hans (1983). Thoughts on libraries. Durban: Natal Provincial Institute of Architects Newsletter
- Hallen, Hans (1983). Durban discovered and reinvented. Thougts on the work of Andrew Verster. Pretoria: Lantern
- Hallen, Hans (1983). Temple in the canefiled, Temple Series 1 (Hulett Head Office). Ciudad del Cabo: Architecture and Builders
- Hallen, Hans (1983). S A Architecture. Johannesburgo: Leadership SA
- Hallen, Hans (1983). Doors of memory – Brenthurst library. Ciudad del Cabo: Architecture and Builders
- Hallen, Hans (1983). 1983 Awards of Merit. Ciudad del Cabo: Architecture SA
- Hallen, Hans (1984). Sacca Head Office. Ciudad del Cabo: Architecture and Builders
- Hallen, Hans (1984). Doors. Johannesburgo: Ciudad del Cabo: Architecture SA
- Hallen, Hans (1984). Brenthurst library. Johannesburgo: Optima
- Hallen, Hans (1985). Mangosuthu Technikon, Umlazi. London: UIA International Architec Issue 8
- Hallen, Hans (1985). Dream and cities. Johannesburgo: Leadership SA

## Proyectos destacados
- Eckhoff Corber, Durban 1959
- Iglesia de la Misión Luterana Noruega, KwaMashu, 1960
- Casa Hallen, Durban, 1960
- Casa Masojada en colaboración con A.J. Diamond, Durban, 1961
- Apartamentos Stellenberg en colaboración con A.J. Diamond, Durban, 1962
- Apartamentos Musgrave Mews, Durban, 1963
- Apartamentos Drosdy, Durban, 1963
- Apartamentos Riebeeck en colaboración con M. Dibb, Durban, 1965
- Apartamentos Bellevue Heights en colaboración con M. Dibb, Durban, 1965
- Iglesia de Saint Olav, Durban, 1967
- Convento de Saint John, Durban, 1967
- Mezquita de Reservoir Hill, Durban, 1967
- Residencia Universitaria en la UKZN en colaboración con M. Dibb, Durban, 1968
- Casa Shaw en colaboración con M. Dibb, Durban, 1969
- Oficinas Centrales de Huletts en colaboración con J.D. Theron, La Lucia, 1976
- Universidad Politécnica Mangosuthu en colaboración con Julian Elliott, Umlazi, 1978
- Fábrica Sacca, Ciudad del Cabo, 1978
- Biblioteca Brenthurst Africana, Johannesburgo, 1979
- Oficinas Centrales de BMW, Johannesburgo, 1983
- New Central Park, Durban, 1986